# Петухов, Михаил Степанович

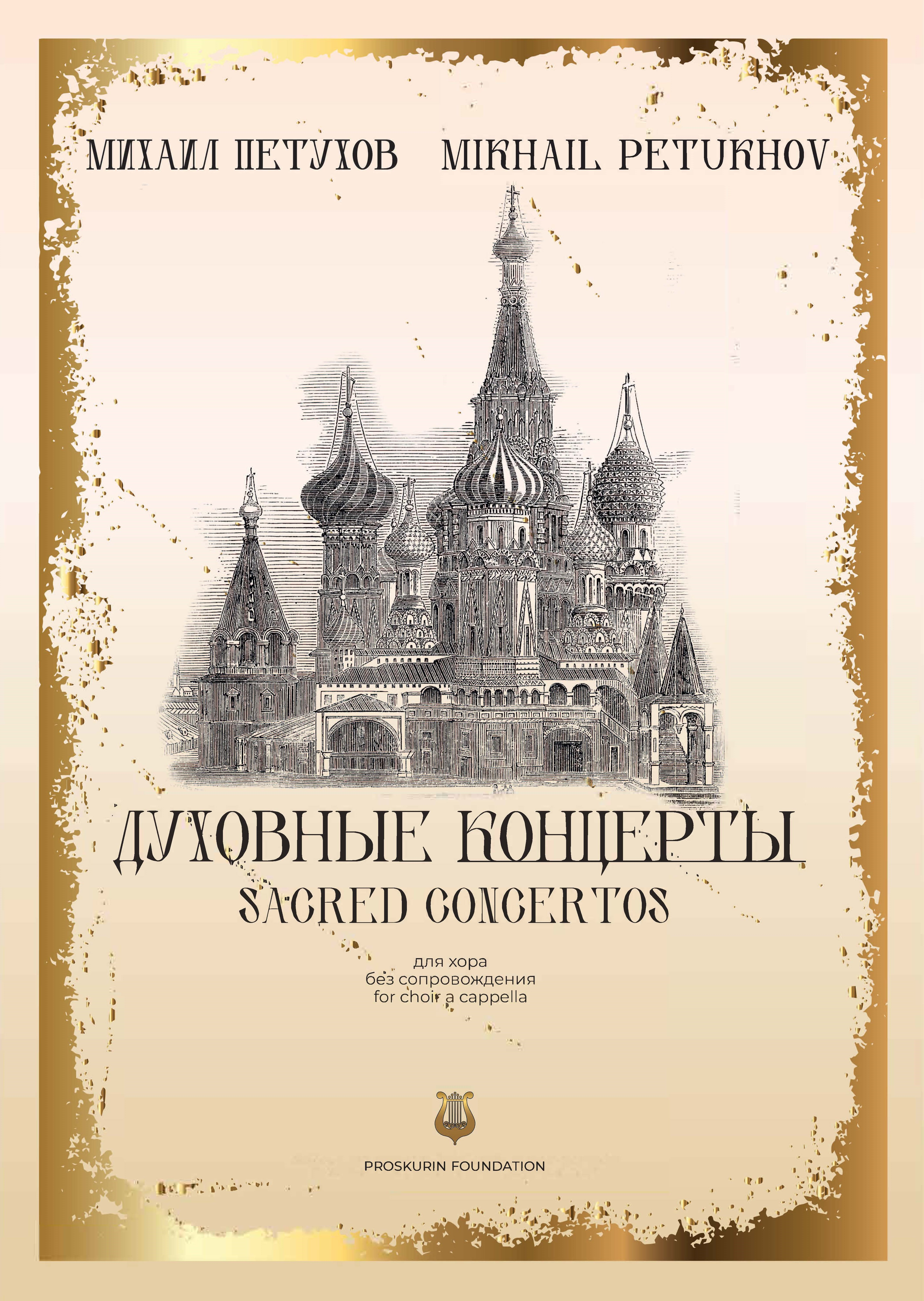
Духовные концерты

Михаи́л Степа́нович Петухо́в (род. 24 апреля 1954, Варна) — советский и российский пианист и композитор, заслуженный артист России (2002), профессор Московской консерватории.

## Биография
Михаил Петухов родился 24 апреля 1954 г. в Варне (Болгария), в семье известных геологов — Степана Фроловича Петухова и Людмилы Ивановны Мельник, открывших в послевоенное время важнейшие нефтяные месторождения Болгарии, Румынии и Албании. Родители Петухова даже стали прототипами образов главных героев романа болгарского писателя Петра Славинского «Победные горизонты».
Музыкальные привязанности Михаила проявились очень рано. После переезда с семьёй на Украину он стал брать уроки у пианистки и композитора Валерии Вязовской и уже с десяти лет принимал участие в концертах, в которых часто исполнял и собственные сочинения.
Решающую роль в профессиональном будущем мальчика сыграла встреча с крупнейшим украинским композитором Борисом Лятошинским. По его рекомендации Михаил был представлен ректору Киевской консерватории Андрею Штогаренко и без экзаменов зачислен в Специальную музыкальную школу им. Лысенко, где начал своё обучение у выдающихся педагогов Нины Найдич (по классу фортепиано) и Валентина Кучерова (по классу композиции и теории музыки). В Киевской Специальной музыкальной школе юный музыкант общается с яркими представителями пианистического и композиторского авангарда в лице Валентина Сильвестрова, Филиппа Гершковича, Леонида Грабовского, Всеволода Воробьёва и Оксаны Холодной.
Ещё на школьной скамье Петухов завоёвывает бронзовую медаль на IV Международном конкурсе пианистов им. Баха в Лейпциге (1972 год). В этом же году состоялся и его успешный авторский дебют на сцене Киевского Союза композиторов. Дальнейшая судьба Михаила Петухова неразрывно связана с Московской государственной консерватории им. П. И. Чайковского, где он учится в классе знаменитой пианистки и композитора Татьяны Николаевой. Его творческая жизнь обогащается контактами с такими выдающимися музыкантами современности, как Дмитрий Шостакович, Святослав Рихтер, Эмиль Гилельс, Александр Свешников, Георгий Свиридов, Тихон Хренников, Евгений Голубев, Альберт Леман, Юрий Симонов, Карл Элиасберг, Алексей Зыбцев, Юрий Фортунатов, Рафаил Давидян, Нина Дорлиак, Татьяна Чернышева, Тамара Милашкина, Юлия Розанова, Тимофей Докшицер, Владимир Атлантов, Виталий Буяновский, Саулюс Сонденцкис и многие другие.
Будучи студентом, Петухов создаёт целый ряд своих важнейших сочинений, в числе их — оперу «Мессинская невеста» на текст Ф. Шиллера (в переводе Николая Вильмонта) с собственным либретто. Его Соната для скрипки соло получает высокую оценку легендарного Давида Ойстраха и других знаменитых скрипачей XX века, увидевших в этом сочинении продолжение виртуозных скрипичных традиций музыки Эрнста, Изаи и Бартока.

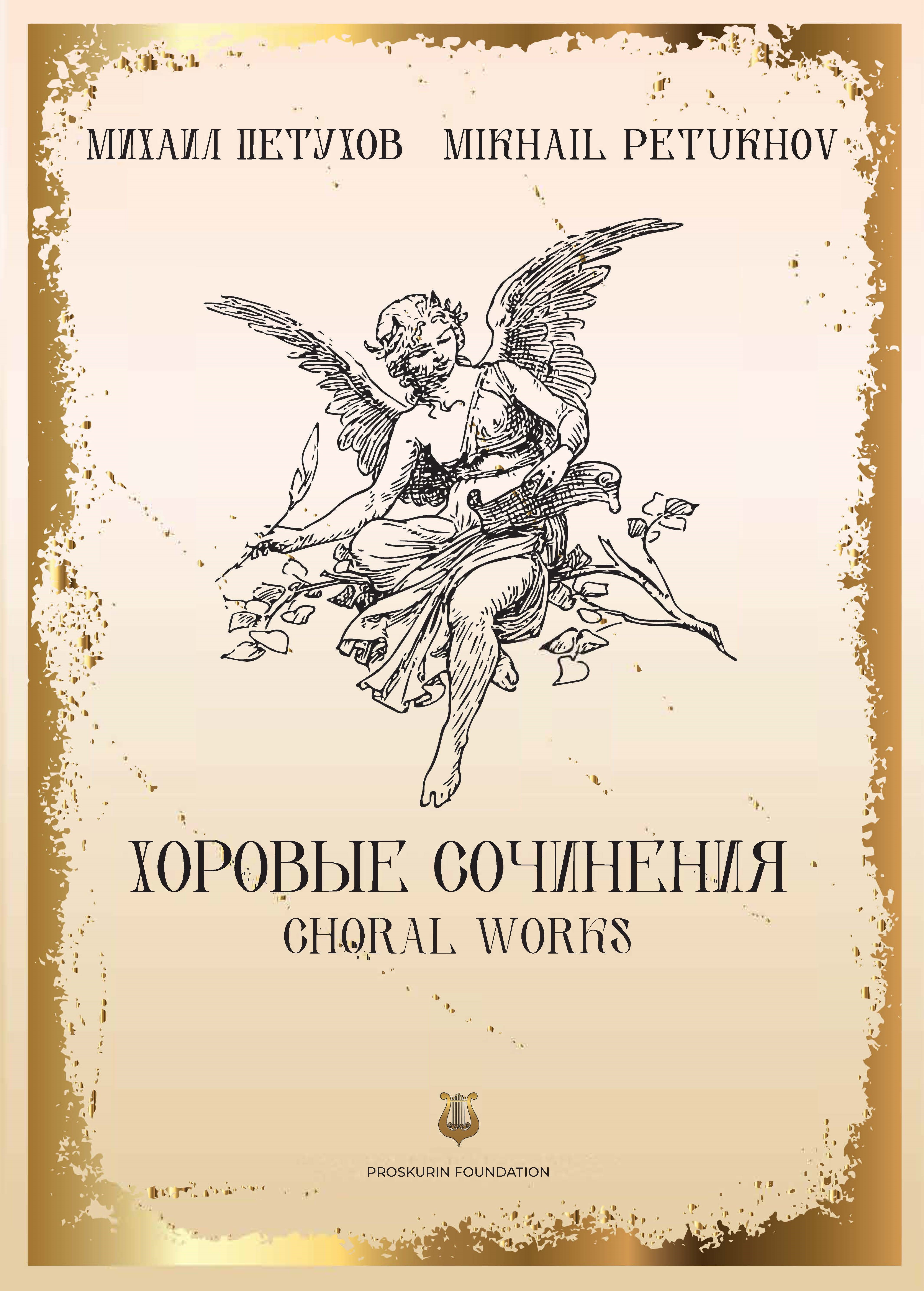
Хоровые сочинения

Крупнейшим событием творческой жизни Петухова стало его общение с Дмитрием Шостаковичем, который восторженно отозвался о молодом музыканте. Международный конкурс Королевы Елизаветы в Брюсселе (1975) принёс Михаилу Петухову не только бронзовую награду, но также сделал его, наряду с Григорием Соколовым и Михаилом Плетнёвым, одним из наиболее востребованных молодых концертирующих пианистов своей страны. Однако, когда после успеха на этом конкурсе последовали многочисленные приглашения из Европы, США и Японии, непреодолимая преграда нелёгкой политической обстановки в бывшем СССР воспрепятствовала выездам Петухова за рубеж. Международное признание возвращается к нему лишь в 1988 г., когда итальянская пресса называет его одним из наиболее талантливых концертирующих артистов современности.
Старшие современники сравнивали игру молодого пианиста с игрой Прокофьева, Марии Юдиной, Глена Гульда и Григория Гинзбурга. В декабре 1975 года в Большом зале консерватории он принял участие в первом в СССР исполнении цикла всех 12 клавирных концертов Баха вместе с учителем — Татьяной Николаевой и двумя другими её учениками — Мариной Евсеевой и Сергеем Сенковым. Литовским камерным оркестром дирижировал Саулюс Сондецкис. В 2009 и 2019 годах музыканты повторили этот исторический цикл в память о легендарной бахистке.
Репертуар Михаила Петухова, состоящий из множества сольных программ и свыше 50 концертов для фортепиано с оркестром, охватывает музыку от барочного периода до новейших сочинений, включая его собственные. Концертная деятельность артиста продолжается уже более 50 лет. Трудно перечислить все мировые сцены, на которых он давал клавирабенды или выступал в качестве солиста с крупнейшими оркестрами: Большой театр, Берлинская и Варшавская филармонии, Гевандхаус в Лейпциге, Арт-Сентер в Сеуле, Миланская и Женевская консерватории, Национальная Аудитория Мадрида, Дворец Изящных Искусств в Брюсселе, Музыкальные академии Филадельфии и Тель-Авива, Театр Эродиум в Афинах, Театр Колон в Буэнос-Айресе, Ашер-Холл в Эдинбурге, Лидер-Халле в Штутгарте, Сантори-Холл в Токио, «Вигадо» и Академедия Листа в Будапеште, Лондонский «Колоссеум»…
За свою творческую жизнь артист дал не менее 3000 концертов. Петухов имеет многочисленные записи на радио и телевидении разных стран. Он также записал различные диски для лейблов «Мелодия», «Moscow Conservatory Records», «Great Hall» (Россия), «Pavane» (Бельгия), «MonoPoly» (Корея), «Utopia» (Греция), «Sonora», «Brioso» (США), «Opus» (Словакия), «Pro Domino» (Швейцария), «Melopea» (Аргентина), «Consonance», «Eterna», «Ariola»(Германия). Среди них такие престижные записи, как Первый и Второй концерты Чайковского из Театра Колон и Третий концерт Рахманинова из Большого театра. Михаил Степанович Петухов является профессором Московской консерватории [4], в которой преподает уже 42 года на кафедре специального фортепиано. Среди его учеников — множество лауреатов престижных конкурсов, включая победителя XV Международного конкурса имени Чайковского (2015) Дмитрия Маслеева. Петухов проводит ежегодные мастер-классы во многих странах мира и участвует в работе жюри различных международных конкурсов.
Весьма обширно также композиторское творчество Михаила Петухова, автора сочинений самых различных жанров: для театра — опера «Мессинская невеста» (на текст Ф. Шиллера), музыка к драме В. Гюго «Лукреция Борджиа»; для оркестра — Севастопольская симфония, Романтическая элегия (Посвящение Петербургу), Бурлеска «Полишинель», Концертная обработка Испанской Рапсодии Листа для фортепиано и струнных инструментов, Симфониетта-кончертанте с солирующей скрипкой; камерно-инструментальные — Японские миниатюры «Исэ Моногатари» для чтеца, виолончели и арфы, «Воспоминание о Брюгге» для фортепиано, Соната-Фантазия «Лукреция Борджиа» для кларнета (также — для фагота) и фортепиано, Струнный Квартет, «Каприйские этюды» для фортепиано в 4 руки, Чакона «Монумент Шостаковичу» для фортепианного квинтета, «Прибалтийские впечатления» для органа, Романтическая Элегия для различных солирующих инструментов с фортепиано, Соната in G для скрипки-соло, Фортепианная соната памяти Шостаковича, «Аллегории» для контрабаса-соло (также — для альта с фортепиано и для виолончели с фортепиано), Партита «Три полотна Леонардо» для ансамбля флейт; вокальные — Романсы на стихи Гёте для сопрано и фортепиано, «Триптих» для баса-баритона и духовых инструментов на стихи Данте, Лермонтова и Пётефи, «Le Balze» — Серенада-Вердиана для голоса и камерного ансамбля; для хора a cappella — Два Эскиза памяти Лятошинского, Молитва из Покаянного Канона, Псалмы Царя Давида, Пять Духовных Концертов.
Важным событием в композиторской жизни артиста стало исполнение его Божественной Литургии от Иоанна Златоуста капеллой «Ярославия» под управлением Владимира Контарева. Со времён Рахманинова впервые в 2017 году в стенах Московской консерватории звучало традиционное масштабное храмовое сочинение современного композитора. 50-й Псалом Давида для хора a cappella, написанный Петуховым в сонатной форме и исполненный Борисом Тевлиным с Камерным хором консерватории на фестивале «Московская осень-1998», был назван специалистами «возрождением русской музыки». В апреле 2020 года М. Петухов положил на музыку 90-й Псалом Давида, посвятив своё сочинение всем народам Земли. Музыка Петухова исполнялась в церквях и в концертных залах стран СНГ, а также в Болгарии, Германии, Австрии, Италии, Бельгии, Франции, Испании, Португалии, Японии, Южной Корее, Чили с участием многих выдающихся музыкантов современности, среди которых — Ю. Симонов, В. Чернушенко, А. Дмитриев, С. Гиршенко, Л.Конторович, Ю. Башмет, Т.Левитина, Е.Петров, Б. Тевлин, С. Сондецкис, С. Калинин, Ж. Окторс, Э. Гантер, Дж. Брэтт, М. Горенштейн, В. Контарев и многие другие.
Известная бельгийская фирма PAVANE выпустила диск «Петухов играет Петухова», где была представлена его фантазия «Воспоминание о Брюгге», написанная в честь бельгийской королевы Фабиолы.
Михаил Степанович Петухов — обладатель премии NAPOLI-CULTURAL-CLASSIC-2009 в номинации «Лучший музыкант года».
Член союза бельгийской композиторской ассоциации SABAM с 1995 года.